# Benediktas Petrauskas
Benediktas Petrauskas (* 2. März 1955 in Taischet, Oblast Irkutsk,  Sowjetunion) ist ein litauischer Politiker.

## Leben
Nach dem Abitur 1973 an der 15. Mittelschule Klaipėda absolvierte Petrauskas 1978 das Studium am Inžinerinis statybos institutas in Vilnius und wurde Wirtschaftsingenieur sowie promovierte 1997 an der Vilniaus Gedimino technikos universitetas.
Von 1990 bis 1992 war er stellvertretender Bürgermeister von Klaipėda und von 1992 bis 1994  Bürgermeister. Seit 1998 lehrt er an der Klaipėdos universitetas.
Er ist Honorarkonsul von Kasachstan in Klaipėda.